# Matilda Ekh
Matilda Ekh, född 19 april 2002, är en svensk basketspelare som spelar för det svenska basketlaget Luleå Basket. 
Matilda Ekh är en 182 cm lång forward. Moderklubb är Västerås Basket. Hon debuterade redan som 13-åring i Västerås Baskets A-lag i Basketettan Dam. 2017 gick sedan flyttlasset till Luleå och riksbasketgymnasiet BG Luleå (RIG Luleå). Tre säsonger spelade Matilda Ekh för BG Luleå/RIG Luleå.  2019 erhöll hon en utbildningplats i basketligalaget Luleå Basket och var dubbellicensierad för både Luleå Basket och RIG Luleå. I Basketligan snittade Matilda 22:49 minuter, 8,5 poäng, 3,2 returer, 2,2 assist och 1,2 steals  per match på sina 17 spelade matcher.
Den svenska basketligan avbröts mars 2020 p.g.a. Coronaviruset. Svensk mästare blev därför tabellettan Luleå Basket. Matilda Ekh vann därmed sitt första SM-guld. 2021 vann Matilda Ekh sitt andra SM-guld efter en historisk comeback. Alvik Basket ledde med 2–0 i matcher men Luleå Basket vände och vann till 3–2. 
Matilda Ekh har spelat 19 seniorlandskamper och 43 ungdomslandskamper (juni 2025).

## Meriter
- 2 SM-guld med Luleå Basket 2021 och 2020[1]
- Årets stjärnskott SBL Dam 2020[2]
- Svenska Basketligan 17 matcher (2019/2020) Luleå Basket[3]
- Svenska Cupen 2 matcher (2019) Luleå Basket[3]
- Superettan 9 matcher (2018) BG Luleå[3]
- Basketettan 62 matcher (2016-2020) Västerås Basket (29 matcher), BG Luleå (31 matcher), RIG Luleå (2 matcher)[3]
- A-landslaget 2 matcher
- U18 landslaget 17 matcher[3]
- U16 landslaget 20 matcher[3]
- U15 landslaget 6 matcher[3]
- Guld U16 B-EM 2018
- invald i All Star laget i U18 B-EM 2019
- USM guld med BG Luleå U19 2019
- Miki Herkel Cup stipendiat 2017